# DOC (bestandsformaat)
DOC of .doc (afkorting voor document) is een bestandsformaat/bestandsextensie voor een opgemaakte tekst en wordt het meest gebruikt door Microsoft Office Word. In het verleden werd de bestandsextensie gebruikt voor platte tekst. Het bestandsformaat werd opgevolgd door .docx.

## Software
Een .doc-bestandsformaat kan door vele programma's geopend en bewerkt worden. Hieronder worden de belangrijkste opgesomd.
- Abiword
- KOffice
- LibreOffice
- Microsoft Office
- OpenOffice.org

## Alternatieve bestandsformaten
- .docx – Office Open XML (Ook bekend als OOXML)
- .odt – OpenDocument tekst
- .pdf – portable document format
- .rtf – Rich Text Format
- .xps – XML Paper Specification
- .txt - Notepad tekst (zonder opmaak)